# Anita Pointer
Anita Marie Pointer (Oakland, 23 gennaio 1948 – Los Angeles, 31 dicembre 2022) è stata una cantautrice statunitense, membro del gruppo vocale R&B Pointer Sisters, vincitore del Grammy Award.

## Biografia
Anita è nata a Oakland, in California, da genitori originari dell'Arkansas. La sua famiglia viaggiava in auto quasi ogni anno dalla California all'Arkansas per visitare i nonni Pointer che vivevano a Prescott. Durante quel periodo, sua madre le permise di rimanere con i suoi nonni per frequentare la quinta elementare al McRae Elementary, al settimo grado al McRae Jr. High e al decimo grado alla McRae High School. Mentre era a Prescott, ha suonato il sax alto come membro della McRae High School Band. Nel 1969 ha lasciato il lavoro come segretaria per unirsi alle sorelle più giovani, Bonnie e June, per formare le Pointer Sisters.
Lei e le sue sorelle hanno raggiunto la fama nel 1973, quando Yes We Can Can, brano cantato da Anita, ha raggiunto la posizione numero 11 nella classifica Billboard Hot 100. Nel 1974 il talento nello scrivere di Anita aiutò il gruppo a fare la storia della musica quando Fairytale divenne un successo nelle classifiche di musica country e permise alle Pointer Sisters di diventare il primo gruppo di donne afroamericane ad esibirsi al Grand Ole Opry. Fairytale ha fatto vincere nel 1975 al gruppo il suo primo Grammy Award come "miglior performance country di un duo o di un gruppo" e una nomination ai Grammy per la "miglior canzone country dell'anno".
Alla fine degli anni '70 e all'inizio degli anni '80, le Pointer Sisters raggiunsero livelli più alti di successo con Fire (1978), He's So Shy (1980), Slow Hand (1981) e I'm So Excited(1982). Nel 1983, l'album del trio Break Out raggiunse lo status di multi-platino e permise al gruppo di vincere altri due Grammy Awards. Nel 1986, Anita scalò con successo le classifiche insieme alla superstar country Earl Thomas Conley con la canzone Too Many Times, che raggiunse il secondo posto nella classifica nazionale, e nel 1987 pubblicò il suo primo album da solista Love for What It Is. Il primo singolo del suo album Overnight Success arrivò al numero 41 nella classifica R&B di Billboard nel 1988. Un secondo singolo estratto dall'album, More Than a Memory, ebbe un grande successo, raggiungendo il 73 nella classifica R&B dello stesso anno. Nel 1994, Anita e le sue sorelle hanno ottenuto una stella sulla Hollywood Walk of Fame, e nel 1998, Anita fu, da sola, inserita nella Black Hall of Fame dell'Arkansas.
Al 2015, Anita continua a scrivere, registrare e esibirsi, mantenendo un programma di tournée internazionale come membro delle The Pointer Sisters.
Anita Pointer muore a Los Angeles il 31 dicembre 2022 a causa di un tumore 

## Vita privata
La Pointer è stata sposata diverse volte e ha avuto una figlia, Jada, che ha ispirato una delle canzoni più popolari dei Pointer Sisters, Jada, scritta dal gruppo e pubblicata sul loro album di debutto. Jada è morta di cancro nel giugno 2003. Il fratello maggiore di Anita, Aaron Pointer, era un giocatore della MLB e arbitro della NFL. Suo cugino, Paul Silas, era un giocatore NBA e capo allenatore.

## Discografia (come solista)

### Album
- Love for What It Is (1987 RCA Records)

### Singoli
- Too Many Times con Earl Thomas Conley (1986)
- Overnight Success (1987)
- More Than a Memory (1987)
- Love Me Like You Do
- The Pledge (con Philip Bailey)
- You Don't Scare Me
- Have a Little Faith in Love
- Love for What It Is
- Beware of What You Want
- Temporarily Blue